# 대류권

지구의 대기, 대류권(troposphere)은 가장 아래 부분

대류권(對流圈, troposphere)은 지구 대기권의 가장 낮은 부분으로 대부분의 기상 현상이 일어나는 곳이다. 온실 효과 역시 대류권에서 발생한다.

## 개요
대류권은 지표면(0km)에서 시작하며, 약 11km까지이다. 열대지방의 경우는 고도 16-18 km 까지이고, 극지방에서는 감소해서 10 km 이내이기도 하다. 이 층은 전체 대기 질량의 약 75~90%를 차지한다. 일반적으로 제트기는 대류권의 최상부에서 비행한다. 대류권의 위 층은 성층권이다.
대류권은 셀이라고 불리는 6개의 영역으로 나뉜다. 이 영역은 대기 순환을 일으키며, 탁월풍을 유발한다.
대류권을 나타내는 영어인 troposphere는 "돌리다", "섞다"를 나타내는 그리스어인 tropos로부터 유래하였다. 이 말대로, 대류권은 끊임없이 움직이고 있다. 대류권에서 중요한 가스로는 질소 및 산소가 있다.
고도에 따른 온도변화는 다른 어떤 대기권보다도 심하다. 중간 위도의 경우 해수면의 온도가 +17°C인 데 반해 대류권계면에서는 -52 °C에 이른다. 대류권계면에서의 온도는 대류권이 얇은 극지방의 경우는 -45 °C정도인 데 반해, 대류권이 두터운 적도지방에서는 -75 °C에 이르기도 한다.
대류권에서의 고도에 따른 온도변화를 살펴보면, 고도가 1 km 상승할수록, 온도는 대략 6.4 °C 내려간다. 대류권에서의 온도변화가 큰 이유는, 온도는 지표면에서 올라오는 복사열에 좌우되기 때문이다. 지표면에서 멀어질수록 열을 전달할 대기 입자가 줄어들며, 대류로 인한 가열 역시 줄어들게 되고 온도는 급격히 하강한다.
대류권계면은 대류권과 성층권의 경계를 나타낸다. 대류권계면 위쪽으로는 고도 50km에 이르도록 온도가 서서히 상승한다. 대류권을 지나는 동안 비행기가 높이 뜨면 뜰수록 안내판의 기온은 섭씨건 화씨건 모두 낮아져서 최상부에 이르면 국내선 비행기는 -17도, 국제선 비행기는 -50 °C까지 내려간다.

## 같이 보기
- 외기권
- 열권
- 중간권
- 성층권